# Целіново (Великопольське воєводство)
Целіново (пол. Celinowo) — село в Польщі, у гміні Скульськ Конінського повіту Великопольського воєводства.
Населення — 298 осіб (2011).
У 1975-1998 роках село належало до Конінського воєводства.

## Демографія
Демографічна структура станом на 31 березня 2011 року:
|          | Загалом | Допрацездатний вік | Працездатний вік | Постпрацездатний вік |
| -------- | ------- | ------------------ | ---------------- | -------------------- |
| Чоловіки | 143     | 29                 | 98               | 16                   |
| Жінки    | 155     | 40                 | 85               | 30                   |
| Разом    | 298     | 69                 | 183              | 46                   |